# E.G. Marshall
E.G. Marshall (født Everett Eugene Grunz 18. juni 1914 i Owatonna, Minnesota i USA, død 24. august 1998 i Bedford, New York) var en amerikansk filmskuespiller. Han var nok mest kendt for sin rolle i 12 vrede mænd fra 1957.